# Ritratto di una donna e sua figlia
Ritratto di una donna e sua figlia è un dipinto del pittore veneto Tiziano Vecellio realizzato circa nel 1550 e conservato nella Rubenshuis ad Anversa in Belgio.

## Storia
Il dipinto rimase incompiuto nella sua bottega, a seguito della morte del maestro e completato da un suo allievo.
Il quadro appartenne alla collezione della famiglia Barbarigo fino al 1850, quando venne venduta allo Zar Nicola I di Russia, che in seguito venne acquisita dalla famiglia Tyszkiewicz. Nel 1920 il dipinto venne acquistato dal collezionista francese René Gimpel.

## Identità
Ignota ad oggi l'identità delle donne ritratte, anche se potrebbe trattarsi di persone vicine alla famiglia di Tiziano (Emilia Vecellio o Lavinia Vecellio e sua figlia).
Alcuni storici attribuiscono la figura della donna alla nobile Lucrezia Gonzaga (1522-1576) di Gazzuolo. Secondo alcuni esperti, questo ritratto non è Lucrezia Gonzaga. Il titolo ufficiale è Portrait of a Patrician Woman and Her Daughter (in italiano: Ritratto di una donna patrizia e sua figlia). Forse "l'amante di Tiziano,  Milia e la loro figlia Emilia".